# Sencza
Sencza (ukr. Сенча) – wieś na Ukrainie, w obwodzie połtawskim, w rejonie mirhorodzkim, siedziba hromady. W 2001 liczyła 3037 mieszkańców, wśród których 2946 wskazało jako ojczysty język ukraiński, 81 rosyjski, 2 białoruski, 6 ormiański, a 2 inny.